# خدنگ‌های آسیایی
خدنگ‌های آسیایی (نام علمی: Urva) نام یک سرده از خانواده خدنگ‌ها است. گونه‌های این سرده قبلاً در سرده خدنگ با نام علمی (Herpestes) طبقه‌بندی می‌شد که اکنون تصور می‌شود که خدنگ‌های آفریقایی است. شواهد فیلوژنتیک نشان می‌دهد که خدنگ‌های آسیایی یک گروه تک‌تباری تشکیل می‌دهند و دارای نیای مشترک آسیایی هستند.
خدنگ‌های آسیایی با خدنگ بینی‌دراز و خدنگ مرداب یک کلاد را تشکیل می‌دهد، در حالی که خدنگ‌های آفریقایی با همه گونه‌های دیگر خدنگ‌های آفریقا یک کلاد را تشکیل می‌دهد.
یک نمونه فسیلی خدنگ آسیایی، به وسیله دندان آسیای بزرگ بالا، در دره رود ایراوادی در مرکز میانمار حفاری شد و تخمین زده می‌شود که متعلق به پلیوسن پسین است.
نام علمی این سرده (Urva) توسط برایان هوتون هاجسون در سال ۱۸۳۶ ابداع شد.
گونه‌های خدنگ آسیایی دارای پراکندگی گسترده‌ای از شبه‌جزیره عربستان تا جزیره جاوه اندونزی است.
خدنگ کوچک هندی (U. auropunctata) در اواخر قرن ۱۹ به چندین جزیره معرفی شده است، جایی که به گونه‌ای مهاجم تبدیل شده است.

## گونه‌ها
| نام                                                        | تصویر | پراکندگی |
| ---------------------------------------------------------- | ----- | -------- |
| خدنگ خاکستری هندی (U. edwardsii) اتین ژفروآ سنت-هیلر، ۱۸۱۸ |       |          |
| خدنگ جاوه‌ای (U. javanica) اتین ژفروآ سنت-هیلر، ۱۸۱۸        |       |          |
| خدنگ گردن‌نواری (U. vitticolla) ادوارد ترنر بنت، ۱۸۳۵       |       |          |
| خدنگ کوچک هندی (U. auropunctata) برایان هوتون هاجسون، ۱۸۳۶ |       |          |
| خدنگ خرچنگ‌خوار (U. urva) برایان هوتون هاجسون، ۱۸۳۶         |       |          |
| خدنگ گلگون (U. smithii) جان ادوارد گری، ۱۸۳۷               |       |          |
| خدنگ دم‌کوتاه (U. brachyura) جان ادوارد گری، ۱۸۳۷           |       |          |
| خدنگ قهوه‌ای هندی (U. fusca) جرج رابرت واترهاوس، ۱۸۳۸       |       |          |
| خدنگ طوقی (U. semitorquata) جان ادوارد گری، ۱۸۴۶           |       |          |